# Bandeira de Solonópole
A Bandeira de Solonópole é um dos símbolos oficiais do município de Solonópole, estado do Ceará, Brasil. O desenho atual foi estabelecido por lei municipal Nº 756 de 8 de junho de 2005.

## Descrição
Seu desenho consiste em um retângulo dividido horizontalmente em dois campos de igual tamanho, um superior em amarelo e um inferior em verde. No centro da bandeira está o mapa do município em azul. No interior do mapa estão representadas oito estrelas brancas de cinco pontas posicionadas de modo que uma de suas pontas esteja voltada para a parte superior. Uma das estrelas possui dimensão maior que as demais. Além desses elementos há, em desenho estilizado, uma pedra preciosa na cor amarela, uma cabeça de um boi vista de frente na cor branca e um ramo de algodão nas cores verde e branca.

## Simbolismo
Os elementos que compõem a bandeira possuem o seguinte simbolismo:
- As cores, no caso verde, amarelo, azul e branco, são as mesmas cores da Bandeira Nacional;
- O mapa representado na bandeira é o mapa do município antes da emancipação de Milhã e Irapuã Pinheiro.
- As estrelas representam os Distritos do Município: Sede, Cangati, Pasta, Prefeita Suelly, Assunção e São José;[1]
- As demais figuras representam as principais atividades econômicas do município:[1]
  - um ramo de algodão, representando o seu principal produto agrícola;
  - um boi, representando a pecuária e
  - uma pedra lapidada, provavelmente um berilo, pedra semipreciosa encontrada em Solonópole.